# Produto cartesiano (álgebra relacional)
O operador Produto Cartesiano é um operador relacional binário, representado por X. Resulta em uma combinação de todas as tuplas entre as duas relações de entrada, e é utilizado quando se necessita obter dados presentes em duas ou mais relações. A quantidade de linhas resultantes de um produto cartesiano será exatamente o produto entre a quantidade de linhas das relações de entrada.

## Sintaxe
A sintaxe do operador Produto Cartesiano é definida da seguinte forma:
<Relação S> X <Relação T>

## Exemplo
Levando em consideração R e S como entrada, faremos R X S:
Relação R
Relação S
Aplicando o operador Produto Cartesiano, teremos:
Relação R X S

## Exemplo no Mundo Real
Tendo como relações de entrada as tabelas Cliente e Pedido, faremos Cliente X Pedido:
Cliente
Pedido
Aplicando Cliente X Pedido, teremos:
Cliente X Pedido

## Exemplo SQL
Utilizando SQL, e as tabelas Cliente e Pedido, acima exemplicadas, como entrada, teríamos:
SELECT * FROM Cliente, Pedido;